# AZF Soferti
AZF Soferti est le nom d'une usine de production de fertilisants du groupe GPN filiale de Total.
L'usine se situait à Basse-Indre, sur la commune d'Indre (Loire-Atlantique) et employait 72 personnes.

La société a cessé de produire des fertilisants le vendredi 30 juin 2006 et a définitivement fermé le 28 février 2007. Cette fermeture est due à un « désengagement du marché des fertilisants composés » dans le cadre d'un « repositionnement stratégique ».